# 라이스검

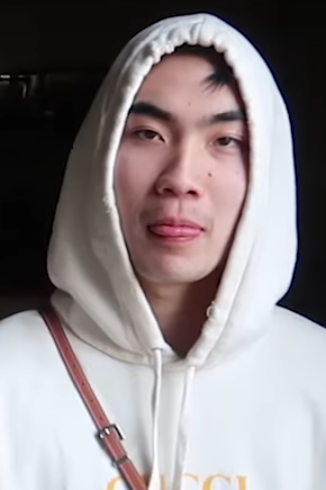
2018년 모습

라이스검(RiceGum, 본명: Bryan Quang Le, 1996년 11월 19일 ~ )은 미국 유튜버이자 온라인 스트리머이다. 자신의 디스 (힙합) 트랙과 다른 유튜브 인물들과의 온라인 불화로 가장 잘 알려져 있다. 유튜브 채널을 만든 이후 그의 채널은 천만 명이 넘는 구독자와 20억 개가 넘는 동영상 조회수를 기록했다.
2017년 11월 라이스검은 빌보드 이머징 아티스트(Emerging Artists) 차트에서 25위를 차지했다. 그의 노래 "It's Every Night Sis"는 2018년 3월 미국 음반 산업 협회(RIAA)로부터 플래티넘 인증을 받았다.